# 기후정의
기후정의(Climate justice)는 소외되거나 취약한 인구에 대한 기후 변화의 불평등한 영향에 초점을 맞춘 기후 행동에 대한 접근 방식을 설명한다. 기후 정의는 환경 정의의 한 유형으로, 기후변화 부담을 공평하게 분배하고 이를 완화하기 위한 노력에 중점을 둔다. 이는 "기업, 개인 및 정부가 기후 변화로 인해 상당히 불균형적으로 영향을 받을 취약한 사람들에 대해 갖는 일련의 권리와 의무"를 포괄하는 것으로 설명되었다.
기후 정의는 평등, 인권, 집단적 권리, 기후 변화에 대한 역사적 책임 등의 개념을 조사한다. 이는 기후 변화의 원인과 결과를 정의의 개념, 특히 환경 정의와 사회 정의와 연관시켜 수행된다. 저소득층, 원주민 공동체, 유색 인종 공동체 등 역사적으로 소외된 공동체는 종종 기후 변화의 최악의 결과에 직면한다. 기후 변화에 대한 책임이 가장 적은 사람들은 대체로 가장 심각한 결과를 겪는다. 그들은 또한 기후 변화의 '삼중 불의'로 분류되는 기존 불평등을 재현하거나 악화시킬 수 있는 기후 변화에 대한 대응으로 인해 더욱 불이익을 받을 수 있다.
기후 정의 조치에는 기후 변화 문제에 대한 법적 조치를 취하는 글로벌 기관의 성장이 포함될 수 있다. 2017년 유엔 환경 계획 보고서에 따르면 전 세계적으로 894건의 법적 조치가 진행 중인 것으로 확인되었다. 기후 정의는 유엔 어젠더 2030에 따른 SDG 13의 한 측면이다.
기후 정의의 개념은 공정하고 투명하며 포용적인 의사 결정을 강조하는 절차적 정의와 기후 변화의 비용과 이를 해결하기 위해 취해진 조치의 비용을 누가 부담하는지를 강조하는 분배 정의로 분류할 수 있다. 다른 접근법은 기후변화 완화 전환의 사회적 영향을 해결하지 못하면 어떻게 심각한 경제적, 사회적 긴장을 초래하고 필요한 변화를 지연시킬 수 있는지에 초점을 맞춘다. 이러한 접근 방식은 '정의로운 전환'이라고 불리는 사회적으로 정의로운 방식으로 온실가스 배출을 줄이는 것을 요구한다.
기후 정의에 대한 인기와 고려가 증가한 주요 요인은 미래를 위한 금요일(Fridays for Future), 엔데 겔렌데(Ende Gelände), 멸종에의 반란과 같은 풀뿌리 민주주의의 등장이었다. 가장 영향을 받는 사람 및 지역(MAPA), 즉 여성, 소수 인종, 청년, 노년층, 빈곤층 등 기후 변화에 전반적으로 취약하거나 영향을 받는 그룹의 역할에 특별한 초점이 맞춰진다.

## 기후 불평등의 원인

### 경제적 시스템
자본주의와 사회주의와 같은 경제 시스템의 근본적인 차이들이 기후 불평등의 근본적인 원인인지는 아직까지도 논쟁이 이루어지고 있는 문제이다. 이러한 상황에서의 근본적인 의견 차이는 다양한 정치적, 사회적, 그리고 경제적 이념을 가진 조직들 사이에서 발생한다. 기후 변화에 대한 과도한 신자유주의를 비난하고 자본주의 시장 중심 개혁을 추진하는 사람들도 있는 반면, 자본주의의 착취적인 특성을 기후 불평등의 근본적인 문제로 간주하는 사람들도 있다.

### 시스템적 원인
기후 변화의 속도와 그에 따른 불평등한 부담은 사회 구조적인 불평등 이라는 주장도 제기된다. 지금까지 오랜 시간을 거쳐 구축된 사회의 구조적 시스템의 유지와 지원에 대한 정치적 책임이 있고, 이는 새로운 기술과 수단에 기반한 실행 가능한 잠재적 대안 모델이 있음에도 바뀌지 않는다. 기후 변화에 대한 책임을 판단하는 기준으로서 개인의 인과적 기여도나 능력은 탄소 집약적 구조, 관행 및 제도의 지속성에 대한 책임만큼 중요하지 않다. 이러한 구조는 글로벌 정치-경제 시스템을 구축함으로써 사람과 자연에 대한 지속 가능하지 않은 착취를 조장하지 않는 시스템으로 바뀌게 된다.
다른 한편으로는 기존의 경제 체제, 글로벌 단체, 정책 기제를 통해 기후 정의를 추구 할 수 있다. 따라서 근본적인 원인은 지금까지 배출권 거래제와 같은 조치의 글로벌 이행을 방해했던 원인에서 찾을 수 있다.

### 인과관계와 부담 사이의 불균형
인간에 의해 발생한 기후변화에 대한 책임은 개인과 집단에 따라 크게 다르다. 대부분의 경우, 기후 변화의 영향을 가장 많이 받는 개개인의 사람과 국가들은 기후 변화에 대한 책임이 가장 적다. 기후 변화에 대한 원인과 책임의 대부분은 세계에서 가장 부유한 시민들과 국가들에게 있으며, 모두를 위한 더 안전한 환경으로 나아가기 위해서는 이들의 적극적이고 견고한 행동이 필요하다.
옥스팜과 스톡홀름 환경 연구소의 2020년 보고서에 따르면, 1990년 부터 2015까지의 25년동안 전 세계 인구의 상위 1%가 하위 50% 보다 2배 가량 많은 탄소 배출을 일으켰다. 비교적 최근인 2023년의 한 보고서에 따르면, 상위 1%의 부유층은 하위 66%보다 더 많은 탄소를 배출하고, 상위 10%의 부유층은 전 세계 탄소 배출량의 절반 이상을 차지하는 것을 밝혔다. 세계 인구의 하위 50%는 직접적인 탄소 발자국은 세계 전체 배출량의 20%도 책임지고 있지 않고 무역 수정 에너지 소비량도 상위 5%보다 현저히 적은 반면, 고소득층은 일반적으로 더 많은 에너지 집약적인 상품을 사용하기 때문에 탄소 발자국도 훨신 높다. 특히 상위 10%가 전세계 차량 연료의 56%를 소비하고 차량의 70%를 구매하는것으로 알려졌다. 또한 2023년 기준 기사에 따르면 2100년까지 세계 기온이 2℃ 상승한다면, 부유층의 온실가스 배출로 인해 10억명의 가난한 사람들이 사망할 것으로 밝혀졌다.

### 세대 간 불평등
각각의 국가들을 포함한 전세계의 인구는 미래 세대를 위해 기후 정의를 달성하기 위한 노력을 해야한다. 이러한 노력에는 당장의 불편한 생활 방식의 변화, 공공 지출의 변화, 그리고 직업 선택의 변화 등의 희생이 포함된다. 예방 가능한 기후 변화의 영향은 현재 성인 인구의 생애 중에 발생할 가능성이 높고, 현재의 기후 정책 공약에 따르면 2020년에 태어난 어린이들은 1960년에 태어난 어린이들에 비해 일생 동안 2-7배의 폭염과 기타 기상이변을 겪게 될 것이라고 한다. 이는 다른 예측과 더불어 기후 변화에 주로 부담을 주는 세대가 기후 변화의 부담을 지는 세대와 다른 세대 간 형평성 문제를 제기한다. 이는 특정 세대의 배출이 미래의 여러 세대에 지속되는 피해를 남길 수 있으며, 기후 변화를 초래한 세대보다 더 많은 영향을 받는 미래 세대에 점진적으로 더 위협이 될 수 있음을 보여준다. 기후 변화에는 아마존 삼림 파괴와 같이 산림의 돌이킬 수 없는 감소를 초래하는 티핑 포인트가 존재하고, 지속적인 탄소 배출로 이러한 티핑 포인트를 지나치게 만드는 현 세대는 수많은 미래 세대에게 심각한 불평등을 초래한다.

### 취약 계층에 대한 불균형적인 영향
지속되는 기후 변화에 따라 취약 계층은 계속해서 기후 변화로 인한 영향을 불균형적으로 받게 될 것이다. 기후 불평등의 취약 계층은 성별, 인종, 민족, 연령, 소득 등의 인구학적 특성에 따라 결정될 수 도 있으며, 이러한 불평등은 취약 계층을 기후 변화로 인해 유해한 환경에 노출 시키거나 자연 재해에 더욱 취약하게 만든다. 취약 계층은 긴급 구호를 가장 늦게 받고 기후 변화에 대처하기 위한 국가 차원의 계획 과정에 포함되지 않는 경우가 많아 피해가 훨씬 악화 된다.
일반적으로 유색 인종, 원주민, 여성, 그리고 저소득층 사람들이 기후 변화에 가장 취약하다. 이러한 사람들은 폭염, 공기 오염, 미세먼지, 기상 이변 등의 기후 변화로 인해 불균형적인 영향을 받게 된다. 기후 변화 영향에 더 취약한 만큼 취약 계층이 필요한 자원을 갖출 수 있도록 적절한 조치를 취하지 않는다면, 특정 취약 계층의 기후 변화에 대비한 적응 능력에 큰 영향을 미칠 수 있다. 원주민들은 역사적으로 기후 변화 악화에 가장 적게 기여한 반면, 저소득과 다른 여러 불평등으로 인해 부당하게 영향을 받고 있다. 이런 악영향에 대응 할 수 있게 도와주는 자원도 계속 줄어들고 있다.

## 기후 불평등을 해결해야 하는 이유

### 부담 분단의 원칙
전 세계적으로 그리고 국내에서 기후 변화로 인해 점점 커지는 부담을 어떻게 분담하여 부담할 것인지 결정하는 데에는 사용할 수 있는 세 가지의 일반적인 정의 원칙이 있다: a) 문제를 일으키는 데 가장 많이 기여한 사람, b) 부담 할 자원과 능력이 가장 많고 큰 사람, c) 기후 변화를 유발한 활동으로 가장 많은 혜택을 받은 사람. 어느 2023년 연구에 따르면 상위 21개 화석 연료 기업들이 2025-2050년 동안 누적 기후 배상을 해야 할 금액이 5조 4천억 달러에 달하는 것으로 추정된다. 또 다른 의사 결정 방법은 더 이상의 기후 변화를 방지하자는 목표에서 출발하여 누가 무엇을 해야 할지 거꾸로 추론하는 것이다. 이 또한 공정성을 유지하여 부담 분담에 앞서 말한 정의의 원칙을 적용하는 것이다.

### 인권 문제
많은 국가들의 정부, 유엔기구, 정부 간 조직 및 비 정부 기관, 인권 및 환경 운동가와 단체, 학계와 유엔 기후 변화 협약 (UNFCCC) 및 핵심 국제 인권 수단에 따라 기후 변화에 대한 국내 및 국제 정책을 안내하기 위해 인권과 지구 온난화의 관계를 연구 와 분석하는 것은 필수적이다. IPCC의 2022년 실무 그룹 II는 "기후 정의는 기후 변화 대응을 위한 권리 기반 접근법을 달성하기 위해 개발과 인권을 연결하는 정의를 포함한다"라고 제안했다.

## 문제점

### 사회적 혼란 및 정책 지원
더 공정한 제품 가격을 책정하기 위한 개입이 사회적 불안을 초래 하는 등 기후 정의는 종종 사회적 안정과 충돌 한다. 탄소 배출을 줄이고 없애기 위한 사회경제적 개입은 개개인과 단체의 물질적 소유, 선택의 수, 생활적 편안함, 급여 유지, 그리고 일시적인 실업률 증가로 이어질 수 있다. 이것은 일시적으로 현재의 사회 경제적 구조에 문제가 될 수 있다.
그러나 여러 연구에 따르면 특정한 방법으로 이루어진 급속한 전환의 경우, 재생 에너지 시스템 구축 하는 등의 노동 수요 증가로 인해 일자리 수가 일시적으로 증가 할 수 있다고 추정된다. 일자리의 변화 외에도 이러한 변화와 잇따르는 다양한 정책들은 사회적 긴장을 유발하고 집권 정당에 대한 대중의 지지도를 떨어트리는 등의 위험 부담이 있다.

### 손실 및 피해에 대한 논의
일각에서는 부유한 국가가 개발도상국 또는 기후 재난에 가장 많은 피해를 입은 나라들에게 보상하는것은 '무한 책임'의 수단이며 효율적인 기후 변화 예방과 완화를 위한 사회의 자원, 노력, 집중력, 그리고 재정 자금을 빼돌리는 행위라 본다.

### 화석 연료에 의존하는 국가
기후 변화 예방에 필수적인 화석 연료의 단계적 퇴출은 OPEC국가를 포함한 대규모 화석 연료 추출 산업을 가진 국가와 그 국민에게 다른 국가들과는 다른 영향을 미칠 것으로 예상된다. 이러한 이유 때문에 이 국가들은 기후 협상을 지속적으로 방해해 왔으며, 부유한 국가라는 이유로 다른 국가로부터 재정 지원을 받을 필요 없이 재원 측면에서 자체적으로 적절한 전환을 이행 할 수 있다는 주장을 한다.
한 연구에 의하면 역사적으로 화석 연료 추출로 많은 혜택을 받은 국가들이 주도적으로 행동해야하며, 화석 연료 의존도가 높고 전환 역량도 낮은 국가들은 주도적으로 행동하기 보다는 어느 정도 지원을 받는게 필요하다고 밝혔다. 특히, 빠른 화석 연료 추출의 단계적 축소에 따른 영향은 '정의로운 전환'에 필요한 비용을 가장 잘 부담 할 수 있고 여러 새로운 사회경제 정책을 제정할 수 있는 역량을 갖춘 부유한 경제에서 더 잘 흡수 될 것으로 알려졌다.

## 역사
기후 정의라는 개념은 "기후 정의"라는 용어가 통용되기 수십년 전부터 기후 협상에 깊은 영향을 미쳤다. 1990년 12월 유엔은 정부 간 협상 위원회 (INC)를 임명하여 1992년 6월 리우데자네이루에서 유엔 환경 개발 회의 (UNCED)를 열고 기후 변화 기본 협약 (FCCC)의 초안을 작성했다. "환경 개발"이라는 이름에서 알 수 있듯이, 이 협약의 근본적인 목표는 기후 변화에 대한 행동과 지속 가능한 개발에 대한 행동을 조정하는 것이었다. 기후 변화를 늦추는 책임을 선진국과 개발도상국 간에 공정하게 분담하는 방법에 관한 기후 정의의 핵심적인 질문에 직면하지 않고서는 위와 같은 문안을 작성하는 것이 사실상 불가능했다.
개발도상국들은 공정한 책임 분단에 대한 문제를 기후 정의에 대한 성명을 통해 협상 위원회 (INC)에 강력하게 제기했다. 이러한 제기에 따라 INC는 FCCC 제3조 1항에 다음과 같은 기후 정의에 대한 정의를 채택하였다: "당사국은 현재와 미래 세대의 인류의 이익을 위해 기후 시스템을 형평성에 기초하여 공통이지만 차별화 된 책임과 각자의 능력에 따라 보호해야한다." 제3조 1항의 정의에 따르면 다음과 같은 원칙을 알 수 있다. 첫 번째 원칙은 혜택과 부담을 계산할 때는 현 세대 뿐만 아니라 미래 세대를 위한 혜택도 포함 되야 한다는것. 두 번째 원칙은 "공통적이면서도 차별적화"된 책임을 통해 모든 국가가 어느 정도 책임을 지도록 하나 국가의 유형에 따라 공평한 책임이 따라야한다는것이다. 마지막 원칙은 선진국의 책임이 더 커야 한다는 것이다. 선진국이 얼마나 더 큰 책임이 있는지는 현재까지도 수 많은 논쟁과 갈등의 대상이다.
2000년, 제 6차 유엔기후변화협약 당사국총회 (COP6)와 동시에 네덜란드 헤이그에서 최초의 기후 정의 정상회의가 열렸다. 해당 정상회의에서는 "기후 변화가 인권 문제임을 분명히 하고" 기후 변화에 반대하며 지속 가능한 개발을 위한 "국가와 국경을 넙은 동맹 구축"하는 것을 목표로 삼았다.
2002년 8-9월 국제 환경 단체들은 남아프리카 공화국의 요하네스버그에서 10년만에 지구 정상 회담 (Earth Summit) 을 위해 모였다. 해당 정상 회담에서는 리오+10 (Rio+10) 이라고 불리는 발리 기후 정의 원칙이 채택 되었다. 2004년 남아프리카 더반에서 열린 국제 회의에서는 기후 정의를 위한 더반 그룹 (Durban Group for Climate Change)이 결성 되었다. 이 회의에서 세계의 NGO와 환경운동 대표들은 기후 변화 대응을 위한 현실적인 정책을 논의하였다.
그 후 2007년 발리에서 열린 제 13차 당사국 총회 (COP 13)에서는 Climate Justice Now!이 설립 되었으며, 2008년 제네바에서는 기후 정의에 초점을 둔 국제사회복지협의회 총회가 열렸다. 2009년 코펜하겐 정상 회담에서는 기후 정의 행동 네트워크 (Climate Justice Action Network)가 결성 되었으며 해당 회담 기간 동안 시민 불복종과 같은 행동을 제안했으며 "기후 변화가 아닌 시스템 변화"라는 슬로건을 사용하였다.
2010년 4월 볼리비아 띠키파야에서는 "기후변화와 지구의 권리에 대한 세계 인민 회의"가 열렸으며, 볼리비아 정부가 주최한 해당 회의에는 전 세계 시민사회와 정부가 모였다. 이 회의를 통해 기후 정의 실현을 촉구하는 "국민 합의문"이 발표되었다. 그 후 2013년 9월 메리 로빈슨 재단과 세계자원연구소가 주최한 기후 정의 대화는 2015년 파리에서 열린 제21차 기후 변화 협약 당사국총회 (COP21)에서 파리 협정 초안 작성자들에게 기후 정의에 대한 협상의 필요성을 호소하는 선언문을 발표했다. 2018년 12월, 기후 정의를 위한 국민의 요구 (People's Demands for Climate Justice)는 20만 9천200명의 개인과 366개의 환경 단체의 서명을 받고 제 24회 당사국 총회 (COP24)의 정부 대표들에게 6가지 기후 정의 요구 목록을 준수 할 것을 촉구했다.
이 후 2023년 6월 파리 기후 금융 정상회의에서 일부 전진이 이루어졌다. 세계은행은 개발도상국과 저소득 국가가 기후 재난을 겪을 경우 일시적으로 부채 상환을 중단 할 수 있게 허용했다. 기후 변화에 가장 취약한 국가를 위한 재정적 지원은 대부분 부채의 형태로 이루어지고 있으며, 이러한 국가들은 부채에 대한 과도한 부담으로 인해 상황을 진전시키지 못하는 경우가 많다. 향후 몇십년간 약 3000억 달러가 재정 지원으로 약속 되었지만, 실제로 문제를 해결하려면 약 수 조 달러에 달하는 지원이 필요할것으로 보인다. 따라서 100명이 넘는 경제학자들이 해결책으로 부유세 (2% 세금으로 약 2조 5천억 마련 가능)를 촉구하는 서한에 서명했다. 1%의 부유층이 하위 절반보다 두배 가량 많은 탄소 배출량을 책임지고 있기 때문에 손실과 피해의 메커니즘으로 작용 할 수 있다.

## 실제 예시

### 남아메리카의 생계형 농부
남아메리카의 농업에 대한 기후 변화의 영향을 조사한 여러 연구에 따르면 해당 대륙의 가장 가난한 국가에서 농업은 경제의 중요한 부분이자 여러 사람들의 생계 수단이다. 라틴 아메리카에서 옥수수는 대부분의 소규모 농장에서 생계 작물로 생산되는 유일한 곡물이며, 옥수수 및 기타 작물의 예상된 감소는 해당 대륙의 여러 농부들과 그들의 가족이 생계, 복지, 그리고 경제적 발전을 위협한다. 식량 안보는 기후 변화로 인한 식량 부족시 의존 할 식량 시장이 약하거나 존재하지 않는 농촌 지역에서 특히 우려되는 문제이다. 2019년 8월 온두라스는 극심한 가뭄으로 인해 남부 지역의 옥수수 72%와 콩 75%가 손실되는 비상 상태를 겪었다. 기후 변화로 인해 중앙아메리카 전역에서는 식량 안보의 문제가 악화될 것으로 예상된다. 2070년까지 중앙아메리카의 옥수수 수획량은 10%, 콩은 29%, 쌀은 14% 넘게 감소할 것으로 예측된다. 해당 곡물들은 각각 70%, 25%, 그리고 6%로 중앙아메리카 곡물 소비의 주를 이루기 때문에 주작물 수획량 감소는 치명적인 결과를 초래 할 수 있다.
남아메리카 및 기타 개발 도상국의 생계 농가에 대한 기후 변화의 예상된 영향은 두가지 이유로 기후 불평등을 보여준다. 첫째, 남아메리카를 포함한 개발 도상국의 생계 농가는 기후 변화에 불균형적으로 취약하다. 둘째, 이 국가들은 인위적으로 유발 된 기후 문제에 대한 책임이 가장 적다. 불균형적인 기후 변화 피해에 대한 취약성은 사회적으로 결정된다. 예를 들어, 소규모 및 생계 농민에게 영향을 미치는 사회 경제적 정책은 변화에 적응 할 수 있는 이들의 능력을 제한한다. 1950년대와 1980년대의 높은 인프레이션과 실질 환율 상승으로 농산물 수출 가치가 감소한 결과 남아메리카의 농부들은 세계 시장 가격에 비해 터무니 없게 낮은 가격을 받았다. 이 후 여러 남아메리카 국가들은 작물과 농업 강화에 집중한 여러 정책을 세웠으며, 이러한 정책들에 가장 많은 혜택을 본 사람들은 생계형 농부들이 아닌 대규모 상업적 농부들 이였다.1980년대와 1990년대에는 곡물과 가축의 낮은 세계 시장 가격은 농업의 성장을 감소시키고 농촌 지역 빈곤율을 증가 시켰다.
하지만 이러한 국가들 내에서도 기후 변화에 대한 취약성은 지역 사회에 따라 크게 갈린다. 대표적인 예시는 멕시코 칼라크물의 생계 농부들이다. 기후 변화 적응 계획은 지역별 영향을 예측하기 어렵기 때문에 많은 난관을 겪고 있다. 적응의 중요한 구성 요소로는 식량 부족과 기근의 영향을 줄이기 위한 정부의 노력이 포함되어야한다. 공평한 기후 변화 대응과 농업의 지속 가능성을 위한 계획과 실천에는 농민들의 직접적인 참여가 필수적이다.

### 허리케인 카트리나
기후 변화로 인해 열대성 저기압의 강도가 증가하고 강우량이 증가하며 폭풍 해일이 더욱 심해질 것으로 예상되지만 전세계적으로 발생 횟수는 줄어들것으로 예상된다. 이러한 변화는 해수 온도가 상승하고 공기가 가열됨에 따라 대기의 최대 수증기 함량이 증가하면서 발생한다. 2005년의 허리케인 카트리나는 기후 재난이 어떤 식으로 저소득층과 소수 집단을 포함한 취약계층에 불균형적인 영향을 미치는지 보여줬다. 취약계층의 사람들은 폭풍 전 대피를 가능하게 하는 자원이 제한적이고 이동성도 제한적이였다. 폭풍 이후에도 폭풍으로 인한 오염에 영향을 가장 많이 받은 사람들의 대부분은 저소득층이였으며, 정부의 구호 조치는 피해에 가장 취약한 사람들을 적절하게 보호해주지 못하여 상황은 더욱더 악화되었다.

## 같이 보기
- 설명책임
- 환경 인종차별
- 공정성 이론
- 국제 정의 운동
- 그린뉴딜
- 국제법